# Youssef Chahine
Pour les articles homonymes, voir Chahine.
Youssef Gabriel Chahine (en arabe : يوسف جبريل شاهين), né le 25 janvier 1926 à Alexandrie et mort le 27 juillet 2008 au Caire, est un réalisateur, scénariste et producteur égyptien. De réputation internationale, il a réalisé une quarantaine de films de fiction ou documentaires.

## Biographie
Youssef Chahine naît dans une famille chrétienne d'Égypte d'origine libanaise pour son père, avocat, et de confession grecque-catholique melkite.
Il commence ses études au collège Saint-Marc puis rejoint le Victoria College où il obtient son baccalauréat. À 21 ans, il quitte son Égypte natale pour aller étudier le cinéma au Pasadena Playhouse (en) dans les environs de Los Angeles.
À son retour, trois ans plus tard, en 1948, l'occasion lui est donnée, grâce à Alvise Orfanell, de réaliser son premier film, Papa Amin, qui sort en 1950.
Il est invité pour la première fois au Festival de Cannes en 1951, pour son film Le Fils du Nil. En 1954, il lance la carrière d'acteur d'Omar Sharif dans son film Le Démon du désert. Mais le film qui marqua sa carrière fut Gare centrale, en 1958, chef-d'œuvre qui lui permit d'être reconnu comme l'un des plus grands cinéastes du XXe siècle. Chahine est crédité de la réalisation de 5 films mettant en vedette Salah Zulfikar dans des films importants dont Saladin (1963), Un jour, le Nil (1968) et Ces gens du Nil (1972). Dans Bayya' al-khawatim, sorti en France sous le titre Le vendeur de bagues en 1973, il met en scène la diva Fairouz.
En 1964, il quitte l'Égypte pour le Liban, puis retourne dans son pays en 1967.

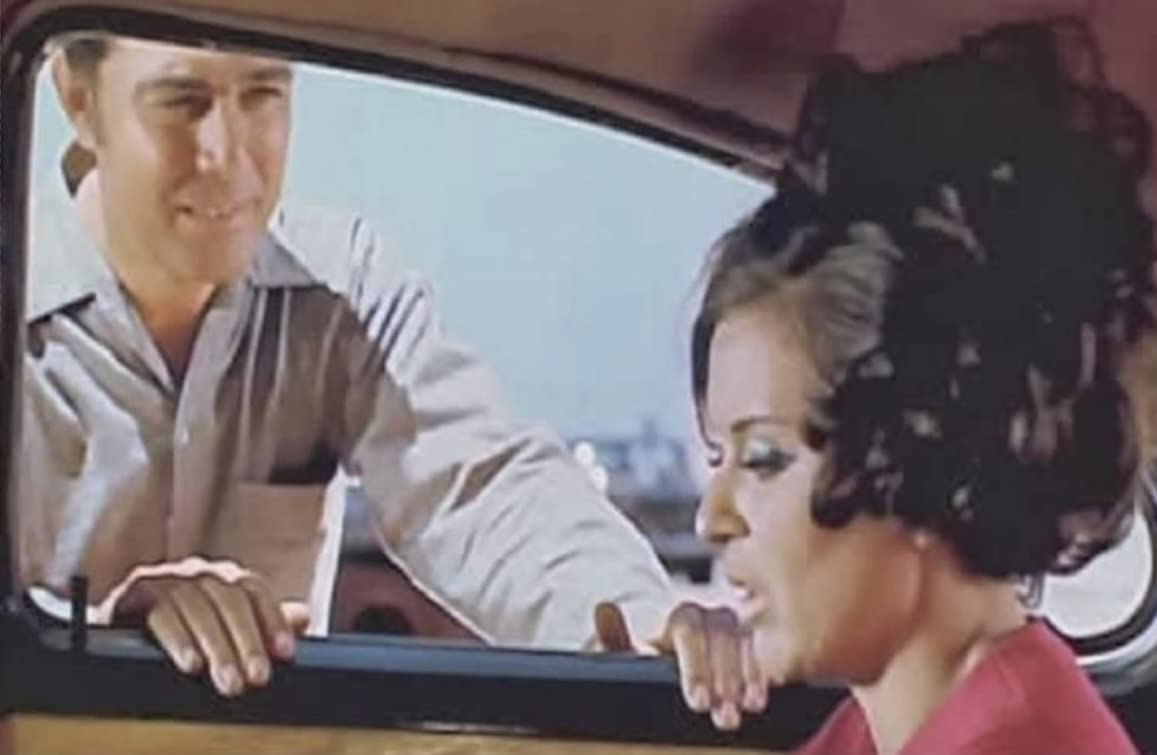
Salah Zulfikar et Souad Hosni dans Ces gens du Nil (1972)

Il réalise le logotype de la société Pyramide Distribution, fondée en 1989 et fréquent distributeur de ses films, avec lequel il entretenait de bonnes relations. Ce logo représente les Pyramides de Gizeh, complétées de sa signature en lettres blanches.
En 1992, il s'essaie également au théâtre avec l'adaptation du Caligula d'Albert Camus, donné à la Comédie-Française.
Fréquemment confronté à la censure, Youssef Chahine ne cesse néanmoins de dénoncer la bêtise et l'intégrisme, tout en multipliant les choix stylistiques, du mélodrame chanté (C'est toi mon amour avec Farid El Atrache) à la reconstitution historique (Adieu Bonaparte), de l'évocation autobiographique (Alexandrie pourquoi ?) au ballet (Le Destin).
En juin 2008, le réalisateur est victime d'une hémorragie cérébrale qui le plonge dans le coma. Il est alors hospitalisé à l'hôpital américain de Neuilly avant d'être rapatrié en Égypte. Youssef Chahine meurt le 27 juillet 2008 au Caire. Il est inhumé dans la crypte familiale à Alexandrie.

## Filmographie

### Assistant réalisateur
- 1950 : Femme de feu (امرأة من نار, Imra'ah Menn Nar) de Gianni Vernuccio

### Réalisateur

#### Longs métrages
- 1950 : Papa Amine (بابا أمين, Baba Amin)
- 1951 : Le Fils du Nil (إبن النيل, Ibn al-Nil)
- 1952 : Le Grand Bouffon (ar) (المهرج الكبير, El Mohareg el Kebyr)
- 1952 : La Belle du train (ar) (سيدة القطار, Saydat al Ketaar)
- 1953 : Femmes sans hommes (ar) (نساء بلا رجال, Nisaa bila Regal)
- 1954 : Ciel d'enfer (صراع فى الوادى, Sira` fi al-Wadi)
- 1954 : Le Démon du désert (شيطان الصحراء, Shaytan al-Sahra)
- 1956 : Les Eaux noires (صراع فى الميناء, Sira` fi el-Minaa)
- 1957 : C'est toi mon amour (ar) (انت حبيبي, Inta habibi)
- 1957 : Adieu à ton amour (ar) (ودعت حبك, Wadda'tu Hobbaka)
- 1958 : Gare centrale (باب الحديد, Bab al-Hadid)
- 1958 : Djamila l'Algérienne  (جميلة بوحيرد, Djamila Bouhired)
- 1959 : À toi pour toujours (حب إلى الأبد, Houbb îla al abad)
- 1960 : Entre tes mains (ar) (بين ايديك, Bein idek)
- 1961 : L'Appel des amants (ar) (نداء العشاق, Nida al ouchchaq)
- 1961 : Un homme dans ma vie (ar) (رجل في حياتي, Ragoul fi hayati)
- 1963 : Saladin (الناصر صلاح الدين, Al Nasser Salah Ad-Din)
- 1964 : L'Aube d'un jour nouveau (ar) (فجر يوم جديد, Fagr yawm gadîd)
- 1965 : Le Vendeur de bagues (ar) (بياع الخواتم , Biya el khawatim)
- 1966 : Sables d'or (ar) (رمال من ذهب, Rimal min dhahab)
- 1968 : Un jour, le Nil (النيل والحياة, An-Nil oual hayat)
- 1969 : La Terre (الأرض, Al-Ard)
- 1970 : Le Choix (الإختيار, Al-Ikhtiyar)
- 1972 : Ces gens du Nil (الناس والنيل, An-nass ouel Nil) (version remontée et reniée par son réalisateur de Un jour, le Nil)[12]
- 1972 : Le Moineau (العصفور, El asfour)
- 1976 : Le Retour de l'enfant prodigue (عودة الإبن الضال, Awdet el ebn el dal)
- 1978 : Alexandrie pourquoi ? (إسكندرية .. ليه؟, Iskandariyah.. lih?)
- 1982 : La Mémoire (Hadduta misrija)
- 1985 : Adieu Bonaparte (وداعا بونابرت, Wadaan Bonabart)
- 1986 : Le Sixième Jour (اليوم السادس, al-Yawm al-Sadis)
- 1990 : Alexandrie encore et toujours (إسكندرية كمان وكمان, Iskandariyah Kaman wa Kaman)
- 1991 : Le Caire, raconté par Youssef Chahine (القاهرة منورة بأهلها, Al Qahera menawara be ahlaha)
- 1994 : L'Émigré (المهاجر, Al-Mohagir)
- 1997 : Le Destin (المصير, Al-Massir)
- 1999 : L'Autre (الآخر, Al-Akhar)
- 2001 : Silence... on tourne (سكوت .. حنصور, Sokoot..Hansawwar)
- 2004 : Alexandrie-New York (إسكندرية .. نيويورك, Iskandariyah.. New York)
- 2007 : Le Chaos ( هي فوضى, Hiya fawda) (coréalisé avec Khaled Youssef)

#### Courts métrages
- 1995 : Lumière et Compagnie - segment
- 1996 : Lumière sur un massacre - segment Ce n'est qu'un pas
- 2002 : 11'09"01 - September 11 - segment
- 2007 : Chacun son cinéma - segment 47 ans après

### Acteur
- 1958 : Gare centrale (باب الحديد, Bab al-Hadid) : Qinawi
- 1959 : Ismaïl Yassine dans l'aviation (ar) (إسماعيل يس في الطيران ; Ismail Yasin fi l tayaran) de Fatine Abdel Wahab : Youssef Chahine
- 1964 : L'Aube d'un jour nouveau (ar) (فجر يوم جديد, Fagr yawm gadîd)
- 1982 : La Mémoire (Hadduta misrija) : Rafah
- 1990 : Alexandrie encore et toujours (إسكندرية كمان وكمان, Iskandariyah Kaman wa Kaman) : Yehia Eskendarany / Marc Antoine / Sostratus / Héphestion

## Théâtre
- 1992 : Caligula d'Albert Camus pour la Comédie-Française

## Distinctions

### Prix
- Festival de Carthage 1970 : Tanit d'or pour Le Choix
- Festival de Berlin 1979 : Ours d'argent et Grand Prix du jury pour Alexandrie pourquoi ?[3]
- Festival de Cannes 1997 : Prix du cinquantième anniversaire pour l'ensemble de son œuvre[1]
- Festival de Cannes 1999 : Prix François-Chalais pour L'Autre
- Festival de Venise 2002 : Prix Unesco pour 11'09''01 - September 11
- Festival de Dubaï 2007 : Prix d'honneur pour l'ensemble de son œuvre

### Honneurs
- 1997 : doctorat honoris causa de l'Université Paris-VIII-Vincennes-Saint-Denis[13]

## Décorations
- Grand-croix de l'Ordre national du Mérite (Égypte).
- Chevalier de la Légion d'honneur (France).